# Marvel Zombi
Marvel Zombi (Marvel Zombies) è una miniserie a fumetti pubblicata negli Stati Uniti d'America dalla Marvel comics nel 2005. La versione italiana è stata pubblicata dalla Panini Comics nel giugno del 2007 in un volume della collana 100% Marvel.
Scritta da Robert Kirkman e disegnata da Sean Phillips con l'ausilio di Arthur Suydam per la realizzazione delle copertine, la serie è ambientata in una versione alternativa dell'Universo Marvel, per l'esattezza sulla Terra-2149. In essa appaiono versioni alternative dei più celebri supereroi e supercriminali delle storie Marvel, nelle vesti di zombi.
La miniserie ha avuto quattro seguiti e uno spin-off, intitolati rispettivamente Marvel Zombi 2, Marvel Zombi 3, Marvel Zombi 4, Marvel Zombi 5 e Marvel Zombi vs Army of Darkness. Nella nuova Secret Wars del 2015 c'è stata un'intera storia dedicata allo scontro tra Age of Ultron e Marvel Zombie.

## Trama
La storia trae spunto da un crossover iniziato sulle pagine di Ultimate Fantastic Four: in questa storia, Mister Fantastic viene teletrasportato in un universo parallelo nel quale gli eroi più potenti della terra si sono mutati in zombi. In seguito si scoprirà come questa mutazione sia stata causata da una versione alternativa di Sentry. Ormai l'apocalisse è cominciata, tutti i supereroi sono stati contagiati e sono totalmente spinti dalla fame di carne umana la cui assenza è capace di farli impazzire. Inoltre sono ancora più difficili da abbattere, essendo già morti. Si possono uccidere solo privandoli del cervello. Un sostanzioso pranzo dà loro solo un breve periodo di lucidità, finché la fame non ritorna. Eroi come Luke Cage, Iron Man, l'Uomo Ragno, Wolverine si sono così trasformati in esseri senza emozioni, che vagano affamati. A loro si oppone uno sparuto gruppo di eroi scampati al contagio, guidati da Magneto, che lotta per arginare la follia di quelli che un tempo erano i suoi compagni e avversari e per impedire il diffondersi del virus negli altri universi.

### Galactus e Silver Surfer
Durante la miniserie, Silver Surfer, giunto sulla Terra come araldo di Galactus, viene attaccato dagli zombi. Grazie ai suoi poteri ne elimina molti, ma infine viene ucciso da Hulk e divorato da Giant-Man, Iron Man, Wolverine, Luke Cage, l'Uomo Ragno e Capitan America, che così facendo ottengono anche i suoi poteri.
Subito dopo giunge Galactus, intenzionato a divorare il pianeta. I super-zombi lo attaccano ma senza risultato. Allora costruiscono un macchinario capace di amplificare e convogliare in un unico raggio l'energia cosmica che hanno assorbito da Surfer. In questo modo riescono ad abbattere Galactus e lo divorano, non prima di avere eliminato un altro gruppo di zombi concorrenti, loro nemici anche da vivi. Anche Capitan America viene eliminato da Teschio Rosso che gli strappa il rimanente cervello dal cranio, scoperchiato da Magneto con il suo stesso scudo. Da quel momento diventano Galactus Zombi che viaggiano per il cosmo.

### Marvel Zombi 2
Ideata dallo stesso team di Marvel Zombi, in questo volume gli zombi, il cui gruppo è aumentato grazie agli ingressi di Thanos (subito ucciso da Hulk poiché si stava lamentando), Firelord (rimasto senza la mascella), Fenice e Gladiatore della guardia imperiale Shi'ar, dopo aver divorato tutto il cibo rimasto nella galassia, ritornano sul pianeta Terra in cerca della macchina costruita da Tony Stark anni addietro capace di collegare più dimensioni per raggiungerne una ancora piena di persone da divorare, dove trovano, tra le antiche rovine di New York, lo Stato di Nuovo Wakanda, governato dal redivivo Pantera Nera, anch'egli diventato uno zombi dopo essere stato morso, in fin di vita, da Wasp, che gli ha quindi assicurato la sopravvivenza. Tuttavia, Pantera Nera e Wasp hanno ormai da lungo tempo imparato a sconfiggere la fame, perciò cercano disperatamente di insegnarlo anche ai loro "amici zombi", ma questi hanno ben altro in mente e subito Hulk si getta tra le persone e comincia a banchettare; è allora che l'Uomo Ragno e Luke Cage, da sempre tormentati dai sensi di colpa, si ribellano ai loro stessi compagni schierandosi dalla parte dei Wakandiani. Dopo una lunga battaglia, nella quale perde la vita Gladiatore, quando sembra che tutto sia andato a rotoli, a Giant Man e agli altri scompare la fame, ma Hulk, invece, non avendo ancora placato il suo appetito, si scaglia contro gli altri Zombi e uccide Fenice, Firelord e Iron Man prima di essere definitivamente annientato dagli altri Zombi. Così, quando tutto sembra finito, il figlio di Cortez, ex capo deceduto degli Accoliti, da sempre bramoso di spodestare Pantera Nera, usa la stessa macchina del teletrasporto dapprima cercata dagli zombi per spedirli tutti in un'altra realtà, esclamando: «Sono il problema di qualcun altro adesso!».

### Marvel Zombi 3
Sull'universo Marvel originale in Florida scoppia il contagio del virus zombi. Secondo il vampiro Morbius è possibile creare un vaccino, però utilizzando il sangue umano dell'universo zombi. Per questa missione suicida viene scelto Machine Man. Prima riluttante all'idea di servire gli esseri umani, sceglie di eseguire gli ordini della A.R.M.O.R. anche grazie alla persuasione di Jocasta. Arrivati alla New York dell'universo zombi, scoprono che la città è sotto il controllo di Kingpin zombi (la storia si svolge durante Marvel Zombi 2 mentre Spidey, Wolverine e gli altri sono nello spazio) approfittando evidentemente dell'assenza degli zombi protagonisti dei primi due numeri. Dopo il primo incontro con gli zombi, Machine e Jocasta penetrano nella fortezza di Kingpin e scoprono che gli zombi si nutrono creando cloni degli esseri umani. Qui gli eroi fanno conoscenza della moglie di Kingpin, Vanessa Fisk, viva grazie al grande amore che Fisk prova per lei e che gli ha impedito di mangiarla. Dopo aver prelevato il sangue di Vanessa Fisk, Machine si separa da Jocasta e affronta da solo gli zombi dopo aver visto che i cloni vengono trattati come dei robot. Dopo aver distrutto le vasche per creare i cloni, Machine si appresta a raggiungere Jocasta fallendo però il tentativo e rimanendo bloccato nell'universo zombi. All'arrivo di Jocasta nell'universo "normale" scopre che in realtà anche Morbius era uno zombi e che ha portato il contagio anche nell'universo originale. Machine riesce comunque a tornare nell'universo Marvel. A causa del fallimento Fisk arriverà a mangiare persino l'adorata moglie. Machine Man inizia a uccidere tutti gli zombi all'interno della base dell'A.R.M.O.R. per evitare che il mondo venga contagiato e anche grazie all'aiuto del Morbius originale (tenuto sotto chiave da quello zombi) ed uccide il Morbius zombi/vampiro (auto definitosi "vambi"). Dopo aver scongiurato l'infezione in questo universo scoprono che degli zombi sono riusciti comunque a scappare entrando in chissà quale universo. Morbius decide di riformare i figli della mezzanotte per scongiurare qualsiasi infezione in qualsiasi mondo.

### Marvel Zombi: Il ritorno
Il seguito ufficiale di Marvel Zombi 2 inizia dove si è interrotta la seconda storia: l'Uomo Ragno zombi viene spedito su un nuovo universo (denominato Terra Z) in cui gli eventi sono identici, fino a quel momento, all'universo originale Marvel.

#### L'arrivo dell'Uomo Ragno zombi
L'Uomo Ragno si ritrova di nuovo integro (nel primo capitolo della storia aveva perso una gamba), ma privo dei poteri di Galactus (divorato sempre nel primo capitolo). Senza il potere di volare, lo zombi utilizza le proprie arterie come ragnatele per oscillare nella città.
Girovagando in una New York integra scopre di esser tornato indietro nel tempo, e si ritrova a svolgere una missione che aveva già risolto in precedenza. Kingpin vuole rubare una tavoletta in grado di donare la vita eterna. Lo Spider-Man zombi crede che, utilizzando il potere della tavoletta, possa guarire da quella maledizione. I morsi della fame si fanno sentire e, fatalmente, finisce con l'attaccare per divorare i Sinistri Sei, composti dal Dottor Octopus, Mysterio, Electro, l'Uomo Sabbia, l'Avvoltoio e Kraven e successivamente lo stesso Kingpin. Di tutto il gruppo solo l'Uomo Sabbia riesce a salvarsi.
Gli scagnozzi di Kingpin fuggono con la tavola e l'Uomo Ragno arriva a capire che alla fame non c'è cura, ma può essere lo stesso un supereroe, uccidendo solo i cattivi. Convinto di questo, si volta soddisfatto, ma scopre che le sue buone azioni in realtà non hanno portato a nulla, dato che le persone che ha mangiato si sono trasformate loro stesse in zombi facendo una carneficina delle persone a lui care. Pieno d'ira elimina tutti gli zombi, in modo che non possano tornare più in vita e, convinto di non essere più la persona di un tempo, si stacca la pelle e la getta in un cassonetto. Nel frattempo, l'Uomo Sabbia, fuggito, incontra il vero Uomo Ragno e, convinto che sia lo zombi, lo uccide.

#### Giant-Man zombi contro Iron Man
L'osservatore della Luna, guardando disgustato l'avanzare degli eventi, si mette in contatto con gli altri osservatori nella speranza di poter intervenire e fermare questo scempio. Ma viene ucciso e divorato da Giant-Man. La storia si sposta a due anni sempre sulla Terra Z. Tony Stark oramai è nel pieno della sua era peggiore: un povero ubriaco. Reed Richards trova uno strumento in grado di aprire portali per gli altri universi, ma, non sapendo come funziona, lo dà a Tony sperando che capisca qualcosa in più. Giant-Man è alla ricerca di quel dispositivo. Giant-Man inizia a mangiare i dipendenti di Tony, e a renderli zombi in modo da trovare più facilmente il dispositivo. Jim Rhodes, il miglior amico di Tony, riesce a salvarsi da questa ondata di morte, e, trovando la valigetta con il costume di Iron Man, la indossa e riesce a raggiungere Tony Stark ubriaco fradicio, e che sembra non abbia nessuna voglia di lottare, anzi preferisca prelevare una bottiglia dalla sua cassaforte e cominciare a berne il contenuto. Successivamente, vomitando in bocca a Pepper Potts, trasformata anch'ella in zombi, Stark rivela le proprie intenzioni: in realtà si tratta del prototipo di una cura per il cancro contenente nanomacchine in grado di distruggere i tessuti morti che, quindi, polverizza completamente gli zombi. L'unico problema è che le nanomacchine funzionano solo dall'interno, così Tony, per salvare Jim, si sacrifica facendosi mangiare dopo aver ingerito il liquido mortale per gli zombi.
Intanto Giant-Man riesce a recuperare il dispositivo per andare in nuovi universi, ma non ha idea di come funzioni.

#### Wolverine zombi vs Wolverine
Shadowcat ha un appuntamento in un vicolo di Tokyo con Wolverine per sgominare un fight club gestito dai Ninja della Mano. Dopo esser scappata da alcuni Ninja che volevano catturarla, finalmente incontra Wolverine. Stranamente il mutante attacca Kitty, che, grazie al suo potere di rendersi intangibile, riesce a salvarsi e, anche grazie all'aiuto dell'Uomo Ragno, riesce a fuggire. L'Uomo Ragno racconta che quel Wolverine non è quello del suo universo, bensì uno zombi venuto da un altro mondo. All'inizio molto fiero di sé stesso, perdendo i poteri di Galactus, ha perso tutta la sua fiducia, ma, uccidendo persone su persone, è diventato un killer ancora più spietato essendo l'unico zombi in circolazione (infatti questa storia si svolge due anni prima dell'incidente alla Stark). Kitty scopre che l'Uomo Ragno che l'ha salvata in realtà è uno zombie anch'esso; riesce comunque a fidarsi di lui e Spidey le racconta che sta lavorando a un vaccino, ma gli serve un campione di sangue di Wolverine. Intanto lo zombi di Wolverine incontra il vero Wolverine e tra i due scoppia una battaglia, dove a spuntarla è il Wolverine umano, aiutato anche da Shadowcat e dalla versione zombi dell'Uomo Ragno.
Dopo aver preso un campione del sangue di Wolverine, l'Uomo Ragno lascia da soli Wolverine e Kitty e sembra che tra i due, dopo questa esperienza, stia nascendo qualcosa.

#### World War Hulk Zombi
Anni dopo Hulk, esiliato dagli Illuminati, ritorna sulla Terra, per vendicarsi di loro. Arrivati sulla loro base sul lato azzurro della luna, con i suoi compagni, Hulk si ritrova davanti a una carneficina. Giant Man e i suoi seguaci hanno reso tutti zombi. Degli Illuminati neanche l'ombra. Gli alleati di Hulk vengono fatti a pezzi, e lo stesso Golia Verde viene contagiato. Arrivato sulla Terra, Hulk crea il caos, uccidendo e contagiando tutti. Per fermare Hulk viene deciso di mandare Sentry, ma anche lui viene contagiato. Per la Terra sembra la fine, ma l'Uomo Ragno zombi ha ancora un asso nella manica: i Vendicatori smembrati.

#### Vendicatori zombi contro i Vendicatori smembrati
La storia si è ripetuta. La Terra Z è diventata la nuova patria degli zombi. Non c'è più vita e anche Galactus si è dovuto arrendere agli zombi, con tanto di guerra tra gli zombi per avere il corpo del primo.
Al mondo ci sono nuovi vendicatori composti da Sentry, Giant-Man, il Super Skrull, Thundra, Quicksilver, Moon Knight, Quasar e Namor. Ogni nemico si è piegato a loro, compresi gli zombi provenienti dall'universo precedente come Pantera Nera, Wasp e Luke Cage. Sulla Terra non c'è più vita, e gli zombi "muoiono" di fame. Il Professor Xavier tramutato anche lui in zombi, con l'aiuto di Cerebro, rileva la presenza di carne umana viva sul pianeta, e i Vendicatori come le mosche con il miele partono immediatamente alla volta del luogo in cui è stata rilevata. In realtà si scopre essere una trappola dei nuovi vendicatori composti dall'Uomo Ragno, Hulk, Iron Man e Wolverine.
Il pezzo di carne era un dito del nuovo Iron Man, diventato una sorta di cyborg a forza di amputarsi e sostituirsi le parti infette del corpo, ed essendo l'unico essere vivente rimasto sulla Terra incita gli zombi ad attaccarlo, iniziando così una battaglia tra le due fazioni di vendicatori. La battaglia viene bruscamente interrotta quando Giant-Man teletrasporta tutti sulla Luna e richiude Sentry in un cilindro di vetro. Aveva finalmente scoperto il modo di attivare i portali, ma gli serviva un'energia infinita: quella della Sentinella Dorata. Quindi l'Uomo Ragno fa aprire un contenitore contenente della sabbia (che rivela essere quella dell'Uomo Sabbia), che, unito al sangue di Wolverine e ai nanoidi di Tony Stark, uccide tutti gli zombi presenti, ponendo finalmente fine all'orrore di questa piaga. Ma uno zombi riesce a sopravvivere: Sentry infatti, essendo rinchiuso nella campana, non viene a contatto con la sabbia. Ed ecco apparire l'Osservatore (che non è mai stato ucciso da Giant-Man), che ha osservato lo svolgere degli eventi e ha trovato la soluzione perfetta per il terrore creato da questo virus. L'Osservatore spedisce Sentry nel passato, causando quindi l'inizio del contagio, pronunciando queste parole: «Questo terrore non avrà mai fine. Perché non è mai davvero iniziato. E poiché questa fame non sarà mai placata [...] che essa divori se stessa».

## Personaggi principali

### Zombi

Copertina della ristampa italiana. Disegni di Arthur Suydam.

Tutti i personaggi sono versioni alternative dei più noti eroi della Marvel Comics. Fra di essi, coloro che hanno contratto il virus e si sono perciò trasformati in zombi sono:
- Colonnello America (versione zombi di Capitan America), è stato presidente degli Stati Uniti d'America, sebbene non abbia svolto un intero mandato. Durante un combattimento con Magneto, si è ritrovato con il cranio aperto e il cervello scoperto, cosa che ha permesso successivamente a Teschio Rosso di ucciderlo definitivamente.
- Venom, muore mentre combatte contro l'Uomo Ragno, dato che il simbionte non lo trova più un nutrimento soddisfacente e non ha quindi più i suoi poteri.
- Uomo Ragno, ha divorato anche sua moglie Mary Jane Watson e sua zia May e per questo è tormentato dai sensi di colpa, perde una gamba inseguendo Magneto e viene aperto a metà da Gladiatore, ma sopravvive comunque.
- Iron Man, viene tagliato in due da Silver Surfer ma ovviamente sopravvive fino a che in Marvel zombi 2 viene letteralmente spiaccicato a terra da Hulk che così facendo lo uccide.
- Devil, che ha perso il cuore a causa di Magneto. Viene ucciso dagli altri zombi che lo arrostiscono e se lo mangiano.
- Luke Cage, che perde un braccio e la parte sinistra del tronco combattendo contro Galactus e successivamente pure le gambe.
- Giant-Man che ha decapitato sua moglie Wasp, la cui testa continua comunque a vivere. Si è nutrito del braccio e della gamba destra di Pantera Nera.
- Wasp, viene portata via da Pantera Nera e gli Accoliti le forniscono un'armatura, essendo solo una testa.
- Wolverine, il cui fattore rigenerante è inattivo, per questo perde il braccio destro contro Silver Surfer, infatti le sue ossa si sono deteriorate danneggiando i legami con l'adamantio e si sono staccate.
- Hulk, il più affamato di tutti, tanto che in Marvel zombi 2, mentre agli altri Zombi la fame si era placata improvvisamente lui continua ad aver fame, viene fatto fuori da questi ultimi tornati sulla via della redenzione quando ridiventa Bruce Banner.
- Occhio di Falco, ferirà con una freccia Magneto, ma verrà decapitato. In seguito gli verrà data una vecchia armatura di Wasp dagli Accoliti, ma verrà infine ucciso da Hulk.
- Fenomeno, ucciso da Wolverine grazie ai poteri ottenuti da Silver Surfer.
- Sentry, che ha diffuso il Virus sulla Terra.
- Gli Spaventosi Quattro (versione zombi dei Fantastici Quattro) giunti nell'universo Ultimate ingannando il giovane Reed Richards di quella realtà.
- Pantera Nera, inizialmente uno dei pochi superumani a non essere contagiato né sbranato, molti anni dopo viene morso da Wasp, per non morire all'attacco di un aggressore, che verrà poi mangiato da Pantera e Wasp.
- Fenice uccisa da Hulk in Marvel zombi 2.
- Thanos ucciso da Hulk in Marvel zombi 2.
- Firelord per qualche ragione non ha la mascella, verrà ucciso da Hulk in Marvel zombi 2.
- Gladiatore ucciso da Luke Cage in Marvel zombi 2.
- Deadpool che, in Marvel zombi 3, approdato nell'universo Marvel 616 (quello normale), diffonde il virus tra il gruppo dell'Iniziativa della Florida seguendo il piano di Morbius, ma ne rimane solamente la testa dopo lo scontro con Jennifer Kale.
- Morbius il "vambi" anch'egli approdato nella realtà 616, viene neutralizzato dalla sua controparte umana-vampira di questa realtà quando gli viene piantato un albero nel cuore.
- Capitan Messico ucciso da Machine Man in Marvel zombi 3.
- Ghost Rider ucciso da Machine Man in Marvel zombi 3, successivamente Machine gli ruberà la moto diabolica.
- Siege ucciso dalla sua stessa armatura attivato il protocollo di quarantena.
- Wundarr contagiato da Deadpool nel suo stato umano/zombi decide di ibernarsi in un campo di forza nella speranza di riuscire a guarire, successivamente viene rivelato che è riuscito a guarire e viene visto difendere la Terra da un'invasione degli Skrull.
- Teschio Rosso riesce ad uccidere il Colonnello America strappandogli la parte restante del cervello dal cranio mezzo scoperto. Viene decapitato dall'Uomo Ragno e la sua testa, ancora viva, viene spiaccicata da Giant-Man uccidendolo definitivamente.
- Uomo Talpa viene ucciso dai raggi cosmici del Colonnello America.
- Nova è uno dei supereroi che vengono convocati da Nick Fury alla base dello S.H.I.E.L.D. per combattere gli zombi. Viene morso e infettato da Ms. Marvel e durante lo scontro con Magneto viene perforato da chiodi e oggetti metallici. Durante lo scontro con Silver Surfer si ritrova col petto bucato e viene ucciso nello scontro con Galactus.
- She-Hulk divora i figli di Susan Storm e di Reed Richards, e quindi Sue la elimina distruggendole il cranio con un campo di forza a forma di mini-sfera, seppur con malincuore, causando la pazzia di Reed Richards.
- Thor viene infettato dagli Spaventosi Quattro sull'Helicarrier della S.H.I.E.L.D. Inizialmente è uno dei sopravvissuti che combatte contro diversi eroi infetti, sta per avere la peggio insieme a Nova, quando viene salvato dai Fantastici Quattro, che lo conducono alla resistenza. Partecipa al piano di Nick Fury, che gli dice che per la situazione di gravità globale, chiunque, eroe o cattivo, è stato chiamato in un'unica alleanza per combattere l'invasione zombi, e di mettere da parte le divergenze perché ora erano tutti dalla stessa parte. Insieme ad altri eroi, viene mandato sulla superficie ad evacuare civili ed combattere gli zombi. Nella battaglia in cui gli eroi hanno la peggio, i superstiti, tra cui Thor si ritirano all'Elitrasporto, tuttavia Reed Richards, impazzito, ha infettato la sua squadra, che infettano a loro volta Tony Stark e Bruce Banner. Gli ultimi eroi vivi, insieme a Nick Fury, cercano di usare il teletrasporto sviluppato da Iron Man, ma capiscono che gli zombi li seguirebbero e spargerebbero l'infezione in altri universi, quindi Fury ordina a Thor di distruggere il teletrasporto, come ultimo gesto da vivo, per poi essere infettato insieme agli altri eroi. Lo si vede nella battaglia contro Magneto che gli fa andare una freccia in bocca di Occhio di Falco e poi nella battaglia con Silver Surfer riesce a colpirlo con il suo martello e lo fa cadere dalla sua tavola, lo scontro però distrugge il martello, che gli fa perdere i poteri. Viene ucciso dagli altri Marvel Zombie che lo arrostiscono e se lo mangiano, scoprendo poi che comunque i morti hanno un sapore orribile.
- Bestia inizialmente sopravvive all'assalto degli zombi all'istituto Xavier, e partecipa alla resistenza di Nick Fury, per poi essere infettato o dai fantastici quattro o dagli zombi in superficie. Successivamente riprogramma Cerebro per trovare umani non infetti, e si lamenta di non aver mangiato Silver Surfer e viene ucciso per sbaglio da Colonnello America dai suoi raggi cosmici.
- Rhino combatte Galactus con altri cattivi nella speranza di poterlo mangiare, ma verrà ucciso dagli eroi zombi e la sua testa sarà mangiata da Hulk, quest'ultimo si pente perché la testa non era buona da mangiare.
- Angelo lo si vede nella battaglia contro Magneto, successivamente affronta Silver Surfer per divorarlo, verrà alla fine ucciso.
- Kingpin è a capo di un gruppo di zombie grazie alle scorte di cloni create da Sciacallo. Malgrado sia uno zombie non divora sua moglie grazie alla sua volontà, ma quando Machine man distrugge la macchina di clonazione impazzisce e divora sua moglie.
- Freccia Nera divora i cloni creati da Kingpin insieme agli inumani e criminali. Perde la sua potente voce.
- Medusa viene uccisa in Marvel zombie 3 da Machine man.
- Sciacallo crea i cloni per lui e gli altri zombie per divorarseli.
- Quicksilver viene ucciso in Marvel zombie 3 da Machine man.

### Non contagiati

Copertina italiana del quinto volume con Machine Man e Howard il papero.

I personaggi che non sono stati colpiti dal virus sono:
- Forge
- Visione
- Machine Man viene mandato in missione in Marvel Zombi 3 per fermare l'invasione zombi insieme a Jocasta.
- Howard il papero
- Jocasta insieme a Machine Man viene mandata in missione per fermare gli zombie.
- Jennifer Kale
- Magneto, che ha creato un'alleanza denominata Accoliti, per combattere la piaga del virus. Magneto è stato divorato dagli Zombi dopo esser stato preso di sorpresa da Wasp, che gli morde il collo.
- Silver Surfer e Galactus, uccisi dagli Zombi.
- Vanessa Fisk rimasta viva per la forza di volontà del marito ma alla fine divorata da un impazzito Kingpin.
- Uomo Sabbia la cui sabbia verrà usata insieme ai naniti di Stark e al sangue di Wolverine per uccidere tutti gli zombi.
- Il Conquistador che ha bevuto l'acqua della fonte della giovinezza verrà squartato dagli zombi in Marvel Zombi 3. Invece di sangue, dal suo corpo uscirà acqua.

## Altri media

### Marvel Cinematic Universe
La quinta puntata della serie animata del Marvel Cinematic Universe What If...? è vagamente ispirata a Marvel Zombi; in questa versione gran parte del pianeta è stata infettata da un virus proveniente dal Regno quantico, arrivato sulla Terra a causa del tentativo di Hank Pym di salvare la moglie Janet Van Dyne e gli zombie sono creature prive di intelligenza mosse unicamente dall'istinto di uccidere e divorare quante più persone possibili. Nonostante non ci sia una risoluzione ufficiale, viene spiegato che una possibile cura per la condizione risieda in un segnale trasmesso dalla Gemma della Mente, posseduta da Visione.

#### Sopravvissuti
- Bruce Banner / Hulk
- Hope Van Dyne / Wasp (successivamente contagiata)
- Peter Parker / Spider- Man
- Bucky Barnes / Soldato d'Inverno (presumibilmente ucciso da Wanda Maximoff)
- Sharon Carter (contagiata e successivamente uccisa da Hope)
- Okoye (uccisa da Wanda Maximoff)
- T'Challa / Black Panther
- Visione (morto suicida dopo essersi strappato la Gemma della Mente)
- Happy Hogan (successivamente contagiato)
- Kurt (ucciso da Wanda Maximoff)

#### Zombi
- Tony Stark / Iron Man (disintegrato da formiche guidate da Wasp)
- Steve Rogers / Capitan America (tagliato in due dallo scudo lanciato da Bucky  Barnes)
- Natasha Romanoff / Vedova Nera
- Clint Barton / Occhio di Falco
- Stephen Strange (disintegrato da formiche guidate da Wasp)
- Wong (disintegrato da formiche guidate da Wasp)
- Sam Wilson / Falcon (ucciso da Okoye)
- Hank Pym
- Janet Van Dyne
- Scott Lang / Ant-Man (successivamente curato da Visione)
- Wanda Maximoff
- Thanos
- Fauce d'Ebano (disintegrato da formiche guidate da Wasp)
- Astro Nero (disintegrato da formiche guidate da Wasp)